# Mieczysław Arkuszyński
Mieczysław Arkuszyński (ur. 3 stycznia 1928 w Dąbrowie nad Czarną, zm. 27 czerwca 2009) – polski chemik, poseł na Sejm PRL V kadencji.

## Życiorys
Uzyskał wykształcenie średnie, z zawodu technik chemik. Pracował na stanowisku brygadzisty w Fabryce Osprzętu Samochodowego „Polmo” w Łodzi. W 1969 uzyskał mandat posła na Sejm PRL w okręgu Łódź-Śródmieście, zasiadał w Komisji Przemysłu Ciężkiego, Chemicznego i Górnictwa.
Został pochowany na cmentarzu parafialnym w Łodzi.

## Odznaczenia
- Krzyż Partyzancki
- Krzyż Walecznych